# Wołujak
Wołujak (bułg. Волуяк) – wieś w Bułgarii; 2500 mieszkańców (2010).